# Lin Liang

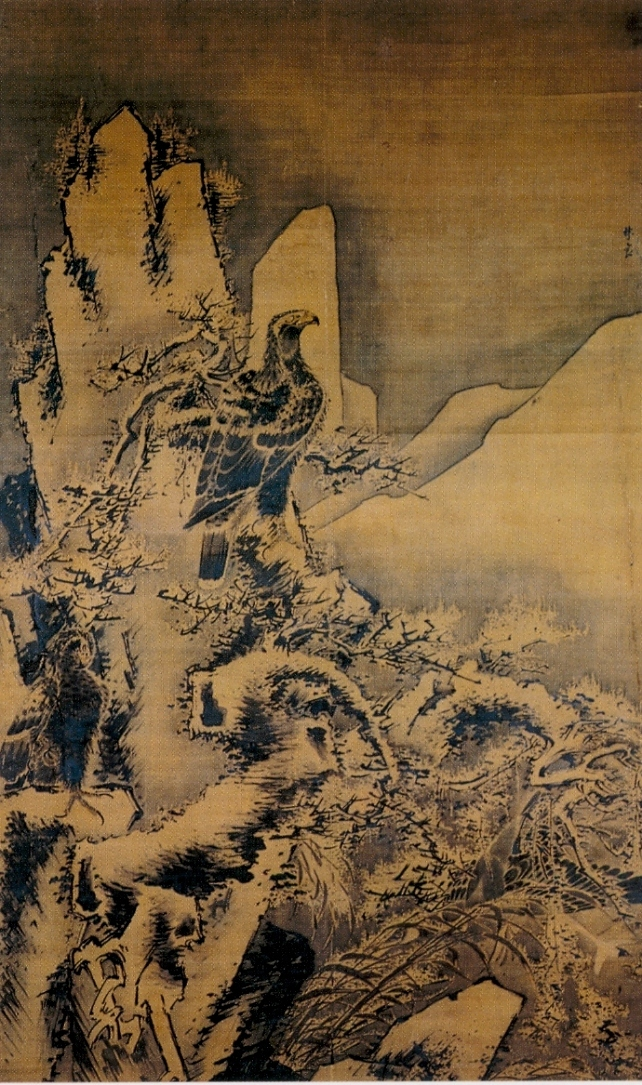
Adelaar en wilde gans, collectie Paleismuseum in de Verboden Stad

Lin Liang (林良; ca. 1424－1500) was een hofschilder uit de Ming-periode. Zijn omgangsnaam was Yishan. Lin was afkomstig uit Nanhai, een district in de provincie Guangdong.
Lin was een van de belangrijkste vogel- en bloemschilders aan het keizerlijk hof. Hij specialiseerde zich in afbeeldingen van wilde vogels, die hij schilderde in gedurfde, expressieve penseelstreken in gewassen inkt. Ook staat Lin bekend om zijn afbeeldingen van pruimenbloesem en fruit in een zeer ongedwongen stijl.
- Union List of Artist Names: 500125665
- Virtual International Authority File: 96608206